# 알렉세이 안토노프
알렉세이 이노켄티예비치 안토노프(러시아어: Алексей Иннокентьевич Антонов, 1896년 9월 9일 ~ 1962년 6월 16일)는 소비에트군의 장군으로, 제2차 세계 대전에서의 공로로 승리 훈장을 수여받았다.
1896년, 현 벨로루시의 흐로드나 (Hrodna)에서 차르 체제 아래의 포병 장교의 아들로 태어났다. 1921년 프룬제 군사 아카데미를 졸업하고, 러시아 내전 당시에 붉은 군대 측으로 참전하였다. 1938년에는 프룬제 육군사관학교의 교관이 되었다.
1941년, 소비에트 남서부 전선과 남부 전선의 참모장이 되었고, 이듬해 소비에트 군의 참모 차장 및 작전 과장이 되었다. 그의 임무는 다른 장교와 협력하여 군사 상황을 스탈린에게 알리는 것이었다.
1944년, 안토노프는 수석 대변인이 되어 얄타 회담과 포츠담 회담 양 회담에 출석하였다. 얄타 회담에서 그는 교통망에 대한 폭격으로 드레스덴 공습을 유도하였고, 연합군이 소비에트 연방을 어떻게 지원할 수 있는지에 대하여 말하였다.
전후 안토노프는 자카프카스 군사 지구의 부사령관과 사령관을 역임하였고, 1955년에는 바르샤바 조약 기구 통합군의 참모 총장을 겸임하였다. 1962년, 모스크바에서 사망할 때까지 이 직위를 유지하였다.
1956년 안토노프는 유명한 발레리나 올가 레페신스카야와 재혼하였다.
| 전임 알렉산드르 바실렙스키 | 제7대 노농적군 총참모장 1945년 2월 ~ 1946년 3월 | (소련군 총참모장) 알렉산드르 바실렙스키 |